# ペドロ・カルルシュ・デ・オルレアンス・イ・ブラガンサ
ペドロ・カルルシュ・デ・オルレアンス・イ・ブラガンサ・イ・ボルボン（ポルトガル語: Pedro Carlos de Orléans e Bragança e Bourbon, 1945年10月31日 - ）は、ペトロポリス系ブラジル皇帝家家長、ブラジル帝位請求者。職業は森林工学者。

## 経歴
ペトロポリス系ブラジル皇帝家家長ペドロ・ガスタンと、マリア・デ・ラ・エスペランサ（カラブリア系両シチリア王家家長カルロ・タンクレーディの四女）との間の長男として、リオデジャネイロで生まれた。2007年に父の後を継いでペトロポリス系のブラジル皇帝家家長となった。ペドロ・カルルシュはその祖父ペドロ・デ・アルカンタラの継承権放棄を無効と考える君主制支持者の一部から、正統なブラジル帝位継承者と見なされているが、スペインのある新聞は彼を共和主義者であると報じている。

## 結婚と子女
1975年9月2日、ペトロポリスにおいてホニ・クン・デ・ソウザ（Rony Kuhn de Souza、1938年 - 1979年）と結婚した。ホニは一人息子を出産した際に死去している。
- ペドロ・チアゴ（英語版）（1979年 - ）

1981年7月16日、ファゼンダ・サン・ジェラルド（Fazenda São Geraldo）においてパトリシア・アレシャンドラ・ブランスコンベ（Patricia Alexandra Branscombe、1964年 - 2009年）と再婚した。パトリシアとの間に男子を1人儲けたが、パトリシアは2009年にペトロポリスのグラン＝パラ宮殿において死去している。
- フィリペ・ホドリゴ・アレシャンドレ（1982年 - ）